# Șesuri Spermezeu-Vale, Bistrița-Năsăud
Șesuri Spermezeu-Vale este un sat în comuna Spermezeu din județul Bistrița-Năsăud, Transilvania, România. La recensământul din 2002 avea o populație de 96 locuitori.